# Amir (chanteur)
Pour les articles homonymes, voir Amir et Haddad.
Ne doit pas être confondu avec Amir Hadad.
Amir, de son vrai nom Amir Haddad (en hébreu : אמיר חדד ; né le 20 juin 1984 dans le 12e arrondissement de Paris), est un auteur-compositeur-interprète franco-israélien. Après avoir participé à la finale de la troisième saison de The Voice, la plus belle voix, il est désigné pour représenter la France au Concours Eurovision de la chanson 2016, où il se classe en 6e position avec le titre J'ai cherché, tiré de l'album Au cœur de moi.

## Biographie

### Enfance et débuts
Laurent Amir Khalifa Khedider Haddad naît dans le 12e arrondissement de Paris le 20 juin 1984, dans une famille juive séfarade originaire de Tunisie et du Maroc. Sa mère Carmi Haddad meurt le 22 avril 2023, à l'âge de 65 ans. De nationalité franco-israélienne, le chanteur a un handicap de naissance, la surdité ; il n'entend que de l'oreille gauche. On lui diagnostique quelques années plus tard, des troubles de l'attention et de l'hyperactivité (TDAH),.
Après avoir vécu à Sarcelles, dans le Val-d'Oise, sa famille fait son Alya et part vivre en Israël alors qu'il est âgé de 8 ans. Il utilise depuis cet âge son second prénom, Amir, comme prénom usuel.
Grâce à son bilinguisme, il fait son service militaire comme sergent-chef dans les renseignements de l'Armée de défense d'Israël (Tsahal).
Il se fait connaître en Israël en 2006, en atteignant la finale de Kokhav Nolad, la version israélienne du télé-crochet Nouvelle Star,. Amir Haddad commence cette même année des études de dentisterie à l'université hébraïque de Jérusalem, en parallèle avec la suite de sa carrière musicale.
En 2011, il sort son premier album, Vayehi, enregistré en 2008 et qu'il a écrit avec le musicien Omri Dagan alors qu'ils sont encore étudiants. L'album inclut la version en hébreu du titre J'te l'dis quand même de Patrick Bruel, ainsi qu'une collaboration avec DJ Offer Nissim (en), reprenant le tube de 1991 Désenchantée de Mylène Farmer.

### The Voice
En août 2013, après avoir posté des vidéos sur internet sur les conseils d'un ami, il est contacté par l’émission de The Voice, la plus belle voix, sur TF1, pour participer aux recrutements de la troisième saison. Sa candidature est retenue. Le télécrochet se déroule de janvier à mai 2014.
Il réussit à franchir l’étape des auditions à l'aveugle avec Candle in the Wind d'Elton John, au cours de laquelle les coachs Florent Pagny, Jenifer, Mika et Garou se retournent. Il choisit Jenifer comme coach, continue son parcours et atteint la finale. Faisant partie des quatre finalistes, il finit en troisième position, derrière Kendji Girac et Maximilien Philippe.
Après la fin de l'émission, le chanteur participe à la compilation Forever gentleman 2 dans laquelle il interprète la chanson Le Soleil de ma vie avec Camille Lou.
Il prépare alors un premier album en français.
Le samedi 24 février 2018, Anto, le cousin germain d'Amir, a participé aux auditions à l'aveugle de la saison 7 de The Voice sur TF1 et a intégré l'équipe de Zazie.

### Eurovision 2016

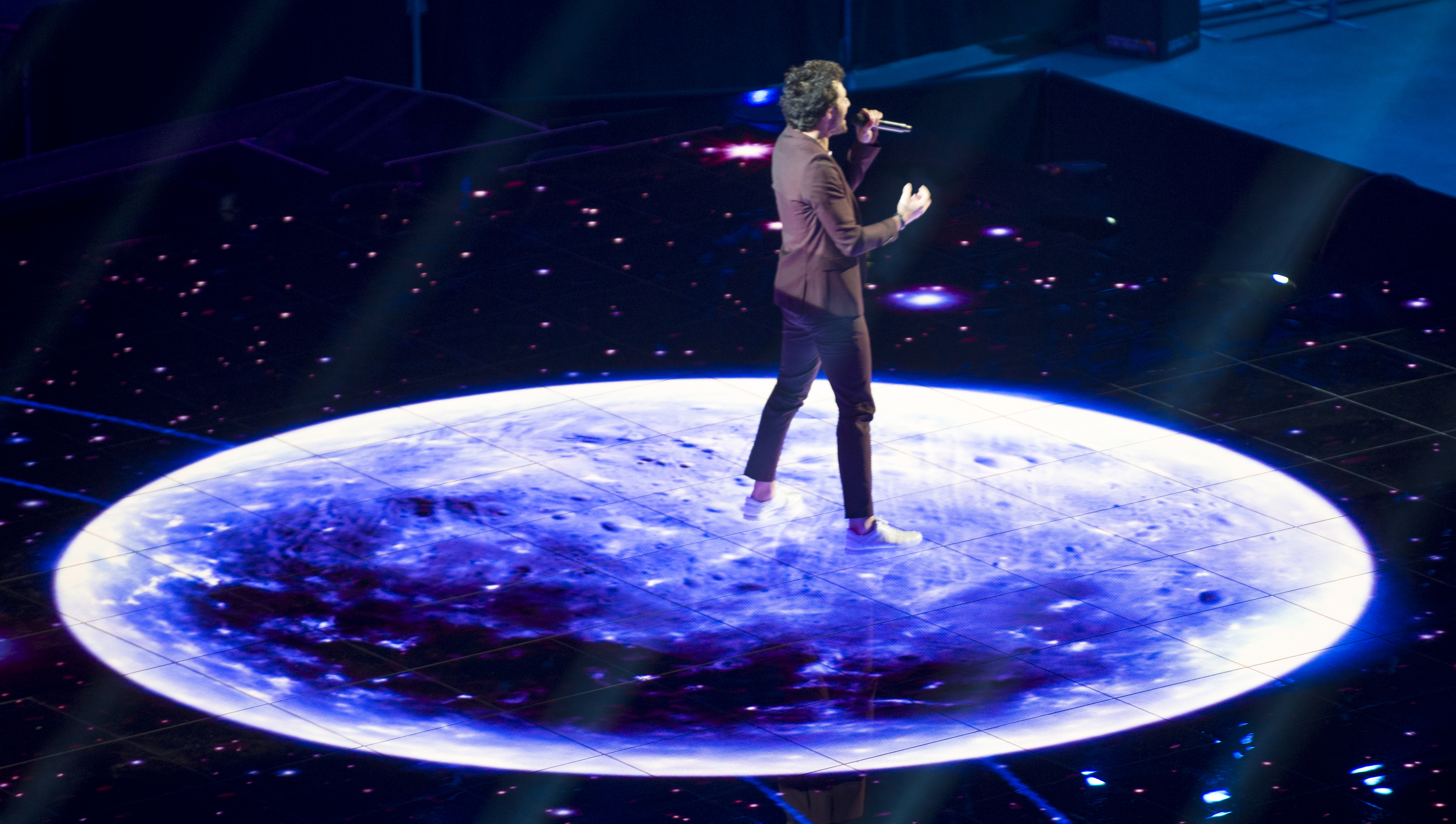
Amir Haddad sur la scène de l'Ericsson Globe lors du concours Eurovision de la chanson 2016.

À l'issue du Concours Eurovision de la chanson 2015, la France est classée 25e sur 27 avec un faible total de 4 points. La directrice des divertissements de France 2, Nathalie André, responsable du choix du représentant français, déclare à la suite de ces résultats : « Ma connerie est d’y être allée avec une voix plutôt que d’y être allée avec Enrique Iglesias. Je suis prête à prendre ma revanche pour 2016 et je m’y mets dès aujourd’hui. » Pour l'édition suivante, Nathalie André et son équipe choisissent en interne Amir Haddad. Choisir un finaliste de The Voice semble pertinent pour certains, qui rappellent que ce type de sélection a déjà été bénéfique à plusieurs pays tels la Belgique,, l'Albanie, la Norvège, la Russie, la Suède, l'Autriche et l'Australie,.
Le 29 février 2016, France 2 annonce qu'Amir représentera la France avec son single J'ai cherché au 61e Concours Eurovision de la Chanson à Stockholm le 14 mai 2016,. Il termine sixième du concours (et même troisième à l'issue du votes des jurys nationaux), soit le meilleur classement de la France depuis 2002. Recevant 257 points, il bat alors le record du nombre de points obtenus par la France et le détient jusqu'en 2021, dépassé par les 499 points de Barbara Pravi et sa chanson Voilà.
Au cœur de moi, l'album incluant J'ai cherché, sort deux semaines avant, le 29 avril 2016. Il sera certifié triple disque de platine.

### Après l’Eurovision
Le 6 novembre 2016, lors des MTV Europe Music Awards se déroulant à Rotterdam, aux Pays-Bas, il reçoit le trophée du meilleur artiste français. Le 12 novembre 2016, lors de la 18e édition des NRJ Music Awards 2016, il remporte deux récompenses : Révélation francophone de l'année et Chanson francophone de l'année pour J'ai cherché.
Il fait partie de la troupe des Enfoirés de 2017 à 2019 puis 2021, et commente pour France 2 avec Marianne James et Stéphane Bern la finale de la 62e édition du Concours de l'Eurovision le 13 mai 2017 à Kiev en Ukraine. Quelques jours après, sort No Vacancy, un duo avec le groupe OneRepublic.
Le 25 août 2017, paraît États d'amour, premier single extrait de son troisième album Addictions, sorti le 27 octobre. Cette chanson, dans le même style musical que les précédentes, évoque les difficultés de couple. L'album sera certifié triple disque de platine, porté par les titres Les rues de ma peine, Longtemps (chanson) et 5 minutes avec toi.
Après avoir participé au doublage français du film d'animation américain Lego Ninjago, le film avec la chanson Higher, il devient l'un des trois jurés de l'émission Destination Eurovision sur France 2 afin de désigner l'artiste et la chanson représentant la France à l'Eurovision 2018. Le 19 décembre 2018, plus de 70 célébrités se mobilisent à l'appel de l'association Urgence Homophobie. Amir est l'une d'elles et apparaît dans le clip de la chanson De l'amour,,.
Le 10 novembre 2019, Amir annonce sur les réseaux sociaux un temps de pause dans sa carrière.
En 2020, il est juré dans l'émission Good Singers présentée par Jarry sur TF1. Dans la même année, il joue dans le film Adorables. Le 16 octobre 2020 paraît son troisième album studio, intitulé Ressources.
Il collabore avec la chanteuse Sia sur le titre 1+1, qui sort le 13 juillet 2021.
En 2021, dans l'émission de The Voice All Stars, Amir, ancien candidat de l'émission, vient épauler Jenifer dans sa fonction de coach.
À partir du 26 avril 2022, il joue, au Théâtre Édouard-VII à Paris, Sélectionné, pièce dans laquelle, seul en scène, il tient le rôle d'Alfred Nakache, surnommé le nageur d'Auschwitz. Devant le succès, le spectacle, annoncé pour 18 représentations, est prolongé d'un mois.
En 2024, son nouveau titre Sommet est choisi comme hymne de France Télévisions pour accompagner les Jeux olympiques d'été de 2024 à Paris.
Son quatrième album, C Amir, est publié le 13 septembre 2024. Le titre est l'anagramme du prénom de sa mère, Carmi, dont la mort survenue l'année précédente a profondément marqué Amir. Cet album est, selon le chanteur, le plus personnel de sa discographie. Il y évoque des thèmes forts comme les attentats du 7 octobre 2023 dans la chanson Supernova, le deuil dans Parle-moi ou encore la religion dans Mal agir.
En juillet 2025, Amir est l'objet d'une campagne de boycott de la part d'une dizaine d'artistes concernant sa participation aux Francofolies de Spa pour dénoncer son soutien à l'armée israélienne dans un contexte de guerre de colonisation de la part d'Israël contre le peuple palestinien (guerre contre la population de Gaza, création de nouvelles colonies en Cisdojordanie....) . Le 18 juillet, au cours de sa prestation qui a été maintenue, il répond directement aux reproches qui lui sont adressés : "Une seule réponse à la haine : l'art".
Le 5 juillet 2025, lors du NRJ Music Tour qui passe au Festival de Trélazé, près d’Angers, il est remplacé par le rappeur Soolking.

## Vie privée
Le 7 juillet 2014, Amir Haddad se marie en Israël avec Lital, sa compagne depuis quelques années. De cette union, naissent un premier garçon en février 2019, Mikhaël,, un deuxième en juillet 2022, prénommé Or (« Lumière »), puis un troisième, prénommé Nuri, en février 2025,.

## Discographie

### Singles
| Année | Titre                          | Classement des ventes | Classement des ventes | Classement des ventes | Classement des ventes | Classement des ventes | Classement des ventes | Classement des ventes | Classement des ventes | Classement des ventes | Certifications     | Album                          |
| Année | Titre                          | FRA                   | BEL (Wal)             | RUS                   | ALL                   | P-B                   | SUE                   | AUT                   | SUI                   | SUI (Rom)             | Certifications     | Album                          |
| ----- | ------------------------------ | --------------------- | --------------------- | --------------------- | --------------------- | --------------------- | --------------------- | --------------------- | --------------------- | --------------------- | ------------------ | ------------------------------ |
| 2015  | Oasis                          | 1                     | —                     | —                     | —                     | —                     | —                     | —                     | —                     | —                     |                    | Au cœur de moi                 |
| 2016  | J'ai cherché                   | 38                    | 4                     | 26                    | 80                    | 107                   | 45                    | 58                    | 59                    | 9                     | - France : Diamant | Au cœur de moi                 |
| 2016  | On dirait                      | 65                    | 14                    | —                     | —                     | —                     | —                     | —                     | —                     | 8                     | - France : Platine | Au cœur de moi                 |
| 2017  | Au cœur de moi                 | 98                    | —                     | —                     | —                     | —                     | —                     | —                     | —                     | —                     |                    | Au cœur de moi                 |
| 2017  | No vacancy (feat. OneRepublic) | 67                    | —                     | —                     | —                     | —                     | —                     | —                     | —                     | —                     |                    | Addictions                     |
| 2017  | États d'amour                  | 56                    | —                     | —                     | —                     | —                     | —                     | —                     | —                     | 7                     | - France : Platine | Addictions                     |
| 2018  | Les Rues de ma peine           | 50                    | 9                     | —                     | —                     | —                     | —                     | —                     | —                     | —                     | - France : Or      | Addictions                     |
| 2018  | Longtemps                      | 67                    | 7                     | —                     | —                     | —                     | —                     | —                     | —                     | 10                    | - France : Diamant | Addictions                     |
| 2019  | 5 minutes avec toi             | 2                     | —                     | —                     | —                     | —                     | —                     | —                     | —                     | —                     |                    | Addictions                     |
| 2020  | La Fête                        | 22                    | 9                     | —                     | —                     | —                     | —                     | —                     | —                     | 17                    | - France : Platine | Ressources                     |
| 2020  | On verra bien                  | 83                    | —                     | —                     | —                     | —                     | —                     | —                     | —                     | —                     |                    | Ressources                     |
| 2020  | Carrousel (avec Indila)        | 91                    | —                     | —                     | —                     | —                     | —                     | —                     | —                     | —                     | - France : Platine | Ressources                     |
| 2021  | 1+1 (feat. Sia)                |                       |                       |                       |                       |                       |                       |                       |                       |                       | - France : Platine | Ressources                     |
| 2021  | Rétine                         | 57                    | 11                    | —                     | —                     | —                     | —                     | —                     | —                     | —                     | - France : Diamant | Ressources                     |
| 2022  | Ce soir                        | 67                    | 25                    | —                     | —                     | —                     | —                     | —                     | —                     | —                     | - France : Platine | Ressources                     |
| 2023  | Grandir (feat. Black M)        | —                     | 50                    | —                     | —                     | —                     | —                     | —                     | —                     | —                     |                    | La Légende Black               |
| 2023  | Il y a (feat. Jason Derulo)    | 87                    | —                     | —                     | —                     | —                     | —                     | —                     | —                     | —                     |                    | R3ssources (sic, 2e réédition) |
| 2024  | Sommet                         | —                     |                       | —                     | —                     | —                     | —                     | —                     | —                     | —                     |                    | C amir                         |
| 2024  | Complémentaires                |                       |                       |                       |                       |                       |                       |                       |                       |                       | - France : Or      | C amir                         |
| 2024  | Supernova                      |                       |                       |                       |                       |                       |                       |                       |                       |                       |                    | C amir                         |
| 2025  | Nous                           |                       |                       |                       |                       |                       |                       |                       |                       |                       |                    |                                |

## Télévision

### Candidat et participant
- 2006 : Kokhav Nolad (télé-crochet) sur Aroutz 2 (Israël)
- 2014 : The Voice : La Plus Belle Voix sur TF1
- 2016 : Concours Eurovision de la chanson 2016 sur France 2 : représentant de la France
- 2016 : Fort Boyard sur France 2
- 2017-2019, 2021-2023 : Les Enfoirés sur TF1 : membre de la troupe
- 2018 : L'Aventure Robinson sur TF1 : participant
- 2021 : Nos terres inconnues sur France 2 : participant

### Commentateur
- 2017 : Concours Eurovision de la chanson 2017  avec Stéphane Bern et Marianne James (finale sur France 2)

### Juré
- 2016 : Élection de Miss France 2017 (TF1)
- 2017 : La France a un incroyable talent (M6)
- 2018 : Destination Eurovision 2018 (France 2)
- 2020 : Good Singers (TF1)
- 2021 : Eurovision France, c'est vous qui décidez ! (France 2)
- 2021 : The Voice All Stars (TF1) : co-coach avec Jenifer

## Filmographie
- 2017 : Lego Ninjago, le film (doublage français) : chanteur de la musique Higher
- 2020 : Adorables de Solange Cicurel : lui-même
- 2023 : Les Capone se marient de Gaël Leforestier
- 2025 : La belle et le boulanger d'Hervé Mimran : Benjamin Mercier

## Théâtre
- 2022 : Sélectionné, l'incroyable destin du nageur Alfred Nakache de Marc Elya

## Distinctions
| Année | Cérémonie/Organisation       | Catégorie                                              | Résultat   |
| ----- | ---------------------------- | ------------------------------------------------------ | ---------- |
| 2016  | MTV Europe Music Awards 2016 | Meilleur artiste français                              | Lauréat    |
| 2016  | NRJ Music Awards 2016        | Révélation francophone de l'année                      | Lauréat    |
| 2016  | NRJ Music Awards 2016        | Chanson francophone de l'année (J'ai cherché)          | Lauréat    |
| 2016  | W9 d'or de la musique        | Titre français le plus écouté en radio                 | Lauréat    |
| 2017  | Victoires de la musique 2017 | Album révélation de l'année (Au cœur de moi)           | Nomination |
| 2017  | Victoires de la musique 2017 | Chanson originale de l'année                           | Nomination |
| 2017  | Prix Talents W9              | Prix spécial du public                                 | Lauréat    |
| 2017  | NRJ Music Awards 2017        | Groupe / Duo francophone de l'année (avec OneRepublic) | Nomination |
| 2017  | NRJ Music Awards 2017        | Chanson francophone de l'année (On dirait)             | Lauréat    |
| 2017  | MTV Europe Music Awards      | Meilleur artiste français                              | Lauréat    |
| 2018  | NRJ Music Awards 2018        | Artiste masculin francophone de l'année                | Nomination |
| 2020  | NRJ Music Awards 2020        | Chanson francophone de l'année (La Fête)               | Nomination |
| 2020  | NRJ Music Awards 2020        | Artiste masculin francophone de l'année                | Nomination |
| 2020  | NRJ Music Awards 2020        | Performance francophone de la soirée (La Fête)         | Nomination |
| 2022  | NRJ Music Awards 2022        | Artiste masculin francophone de l'année                | Nomination |
| 2022  | MTV Europe Music Awards 2022 | Meilleur artiste français                              | Lauréat    |
| 2024  | NRJ Music Awards 2024        | Artiste masculin francophone de l'année                | Nomination |
| 2024  | NRJ Music Awards 2024        | Chanson francophone de l'année (Sommet)                | Nomination |

## Publication
- Une belle histoire d’Amir, écrite en collaboration avec son avocate Dahlia Arfi-Elkaïm, éditions Hors collection, 2021.